# منحنى السحب
منحنى السحب هو العلاقة بين السحب على الطائرة والمتغيرات الأخرى، مثل الرفع أو معامل الرفع أو زاوية المواجهة أو السرعة. يمكن وصفه بمعادلة أو عرضه كرسم بياني (يسمى أحيانًا «مخطط قطبي»). يمكن التعبير عن السحب كسحب فعلي أو معامل السحب.
ترتبط منحنيات السحب ارتباطًا وثيقًا بالمنحنيات الأخرى التي لا تظهر سحبًا، مثل منحنى الطاقة المطلوبة / السرعة، أو منحنى معدل الغرق / السرعة.

## منحنى السحب

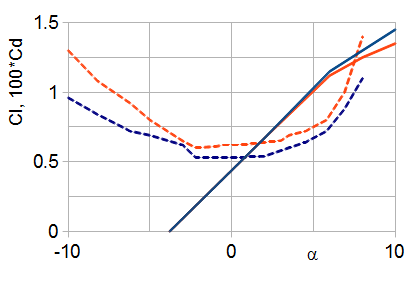
سحب ورفع معامل للجنة الاستشارية الوطنية للملاحة الجوية الجنيح 63 _{3} 618. المنحنيات الكاملة هي رفع، سحب متقطع، والمنحنيات الحمراء لها = 3 · 10 ^{6}، أزرق 9 · 10 ^{6}.

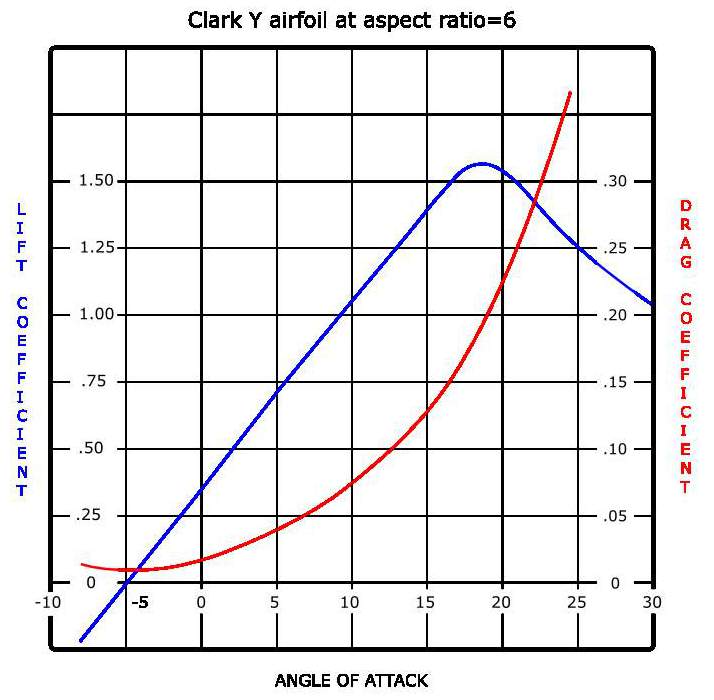
معاملات الرفع والسحب مقابل زاوية المواجهة.

منحنى يظهر السحب المستحث والسحب الطفيلي والسحب الكلي كدالة للسرعة الجوية.

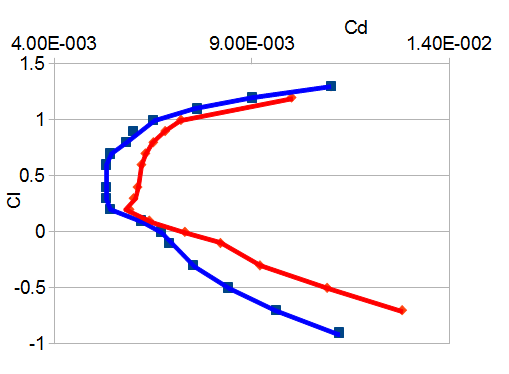
منحنى السحب للجنة الاستشارية الوطنية للملاحة الجوية 63 _{3} 618 الجنيح.

تتلخص الخصائص الديناميكية الهوائية الهامة لأجنحة الطائرات بكميات لا أبعاد لها، وهما معاملات الرفعCL وCD مثل الكميات الديناميكية الهوائية الأخرى، فهي وظائف فقط لزاوية المواجهةα ورقم رينولدزRe ورقم MachM يمكن رسمCL وCDα، أو يمكن رسمهما مقابل بعضهما البعض.
يتم قياس قوة الرفع والسحب،L وD، بنفس العامل للحصول علىCL وCD، لذلكL/D =CL/CDL وD بزاوية قائمة، معD موازية لسرعة التدفق الحر (السرعة النسبية للهواء البعيد المحيط)، وبالتالي فإن القوة المحصلةR تقع في نفس الزاوية معD مثل الخط من أصل الرسم البياني إلى النقطةCL،CD المقابلة لها مع المحورCD
إذا تم وضع سطح ديناميكي هوائي بزاوية مواجهة ثابتة في نفق رياح، وتم قياس حجم واتجاه القوة الناتجة، فيمكن رسمها باستخدام الإحداثيات القطبية. عندما يتكرر هذا القياس في زوايا مختلفة للمواجهة، يتم الحصول على منحنى السحب. تم جمع بيانات الرفع والسحب بهذه الطريقة في ثمانينيات القرن التاسع عشر بواسطة Otto Lilienthal وحوالي عام 1910 بواسطة Gustav Eiffel، على الرغم من عدم تقديمها من حيث المعاملات الأحدث. كان إيفل أول من استخدم اسم «السحب القطبي»، ولكن نادرًا ما يتم رسم منحنيات السحب اليوم باستخدام الإحداثيات القطبية.
اعتمادًا على نوع الطائرة، قد يكون من الضروري رسم منحنيات السحب بأرقام رينولدز وماخ مختلفة. سيتطلب تصميم المقاتل منحنيات سحب لأرقام ماخ مختلفة، في حين أن الطائرات الشراعية، التي تقضي وقتها إما بالطيران ببطء في درجات حرارة حرارية أو بسرعة بينها، قد تتطلب منحنيات بأرقام رينولدز مختلفة ولكنها لا تتأثر بتأثيرات الانضغاط. أثناء تطور التصميم، سيتم تحسين منحنى السحب. قد يكون لطائرة معينة منحنيات مختلفة حتى في نفسRe وM، اعتمادًا على سبيل المثال على ما إذا كان الهيكل السفلي واللوحات منتشرة أم لا.

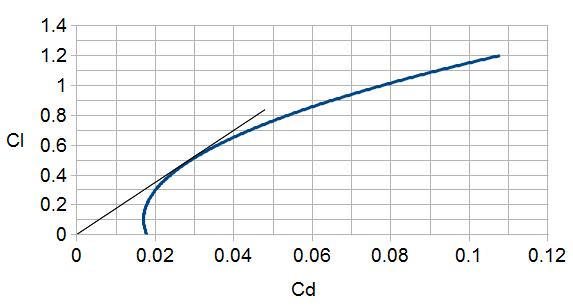
منحنى السحب للطائرات الخفيفة. = 0.017، K = 0.075، = 0.1. الظل يعطي أقصى نقطة

يوضح الرسم البياني المصاحبCL مقابلCD لطائرة خفيفة نموذجية. الحد الأدنىCD في أقصى يسار الرسم البياني. أحد مكونات السحب هو السحب المستحث (أحد الآثار الجانبية الحتمية لإنتاج قوة الرفع، والتي يمكن تقليلها عن طريق زيادة السرعة الجوية المحددة). هذا يتناسب معCL2. تشتمل آليات السحب الأخرى، الطفيلي وسحب الموجة، على مكونات ثابتة، بإجماليCD0، ومساهمات تعتمد على الرفع تزيد بما يتناسب معCL2. في المجموع، إذن:
CD = CD0 + K.(CL - CL0)2.
يتمثل تأثيرCL0 في إزاحة المنحنى لأعلى في الرسم البياني؛ هذا ماديًا ناتج عن بعض عدم التناسق الرأسي، مثل الجناح المحدب أو زاوية السقوط المحدودة، مما يضمن أن الحد الأدنى من موقف السحب ينتج عنه رفع ويزيد الحد الأقصى لنسبة الرفع إلى السحب.

## منحنيات الطاقة المطلوبة
أحد الأمثلة على طريقة استخدام المنحنى في عملية التصميم هو حسابPR)، والذي يرسم الطاقة اللازمة لتحليق ثابت ومستوى فوق نطاق سرعة التشغيل. يتم الحصول على القوى المعنية من المعاملات عن طريق الضرب مع(ρ/2).S V2(ρ/2).S V2، حيث هي كثافة الغلاف الجوي عند ارتفاع الرحلة، وS هي منطقة الجناح وV هي السرعة. في رحلة المستوى، الرفع يساوي الوزنW والدفع يساوي السحب.
W = (ρ/2).S.V2.CL وPR = (ρ/2η).S.V3.CD.

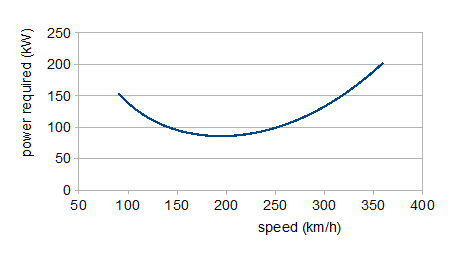
للطائرة الخفيفة التي يكون منحنى السحب أعلاها ووزنها 2000 كجم، مع مساحة جناح تبلغ 15 مترًا مربعًا وكفاءة مروحة تبلغ 0.8.

يدخل العامل الإضافيV / η، مع η كفاءة المروحة، في المعادلة الثانية لأنPR = (الدفع المطلوب) ×V /. تعتبر القوة بدلاً من الدفع مناسبة للطائرة التي تعمل بالمروحة، لأنها مستقلة تقريبًا عن السرعة؛ تنتج المحركات النفاثة قوة دفع ثابتة. نظرًا لأن الوزن ثابت، فإن أول هذه المعادلات تحدد كيفيةCL مع زيادة السرعة. ينتج عن وضعCL في المعادلة الثانية معCD من منحنى السحب منحنى الطاقة. تُظهر منطقة السرعة المنخفضة انخفاضًا في السحب الناجم عن الرفع، من خلال حد أدنى يتبعه زيادة في السحب الجانبي بسرعات أعلى. الحد الأدنى من القوة المطلوبة بسرعة 195 كم / ساعة (121 ميل في الساعة) حوالي 86 كيلوواط (115 حصان)؛ 135 كيلوواط (181 حصان) مطلوب لأقصى سرعة 300 كم / ساعة (186 ميلا في الساعة). سيوفر الطيران بأقصى قدر من القوة أقصى قدر من التحمل؛ السرعة لأكبر مدى هي المكان الذي يمر فيه ظل منحنى الطاقة من الأصل، حوالي 240 كم / ساعة (150 ميلا في الساعة).
في حالة توفر تعبير تحليلي للمنحنى، يمكن تطوير العلاقات المفيدة عن طريق التفاضل. على سبيل المثال، النموذج أعلاه، الذي تم تبسيطه قليلاً بوضعCL0 = 0، له حد أقصىCL/CD عندCL2 =CD0/K بالنسبة للطائرة المروحية، هذا هو أقصى حد للقدرة على التحمل ويعطي سرعة 185 كم / ساعة (115 ميلا في الساعة). شرط النطاق الأقصى المقابل هو الحد الأقصىCL3/2/CD، عندCL2 =3.CD0/K3.CD0/K، وبالتالي فإن السرعة المثلى هي 244 كم / ساعة (152 ميلا في الساعة). تأثيرات التقريبCL0 = 0 أقل من 5٪ ؛ بالطبع، باستخدامCL0 المحدود = 0.1، تعطي الطرق التحليلية والرسمية نفس النتائج.
تُعرف منطقة الطيران منخفضة السرعة باسم «الجزء الخلفي من منحنى الطاقة»  (أحيانًا «الجزء الخلفي من منحنى السحب») حيث يلزم مزيد من الطاقة من أجل الطيران أبطأ. وهي منطقة تفتقر إلى الكفاءة الرحلة بسبب السرعة يمكن زيادة وانخفض السلطة؛ لا توجد مقايضة بين زيادة السرعة وزيادة استهلاك الطاقة.

### معدل الصعود
لكي تتسلق الطائرة بزاوية θ وعند السرعةV يجب أن يطور محركها مزيدًا من القوةP الزائدة عن الطاقة المطلوبةPR لموازنة السحب الذي تم اختباره بهذه السرعة في رحلة المستوى والموضحة في مخطط الطاقة المطلوبة. في رحلة المستوىPR/V =D ولكن في الصعود هناك عنصر الوزن الإضافي الذي يجب تضمينه.
ومن ثم فإن معدل الصعودRC = V.sin θ =(P - PR)/W افترض 135 محرك كيلوواط مطلوب لأقصى سرعة 300 كم / ساعة، الطاقة الزائدة القصوى هي 135 - 87 = 48 Kw عند الحد الأدنىPR ومعدل الصعود 2.4 تصلب متعدد.

## الطائرات الشراعية

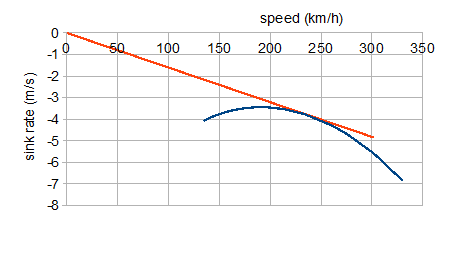
نفس الطائرة بدون كهرباء. يحدد الظل الحد الأدنى لزاوية الانحدار، لأقصى مدى. تشير ذروة المنحنى إلى الحد الأدنى لمعدل الغرق، لتحقيق أقصى قدر من التحمل (الوقت في الهواء).

بدون طاقة، تمتلك الطائرة الشراعية الجاذبية فقط لدفعها. بزاوية انحدار مقدارها θ، يتكون الوزن من مكونين،W.cos θ بزوايا قائمة على خط الطيران وW.sin θ موازية له. يتم موازنة هذه بواسطة مكونات القوة والرفع على التوالي، لذلك:
W.cos θ = (ρ/2).S.V2.CL and
قسمة معادلة واحدة على الأخرى تظهر أن زاوية الانحدار تُعطى بواسطة tan θ =CD /CL خصائص الأداء الأكثر أهمية في الطيران غير المزودة بمحركات هي السرعة عبر الأرض، علىVg، وسرعة الغرقVs ؛ يتم عرضها عن طريق التآمرV.sin θ =Vs مقابلV.cos θ =Vg. تُعرف هذه المخططات عمومًا بالقطب، ولإنتاجها يلزم أن تكون زاوية الانحدار كدالة لـV.
إحدى طرق إيجاد حلول لمعادلتين القوة هي تربيعهما ثم الجمع بينهما؛ يوضح هذا أنCL L وCD تقع على دائرة نصف قطرها2.W2.W / S.ρ.V2S.ρ.V2. عندما يتم رسم ذلك على قطب السحب، فإن تقاطع المنحنيين يحدد موقع الحل وتقرأ قيمته. بدلاً من ذلك، مع الأخذ في الاعتبار أن الانزلاقات عادةً ما تكون ضحلة، يمكن استخدام التقريب cos θ ≃ 1، المناسب لـ θ أقل من 10 درجة، في معادلة الرفع وقيمةCL لـV المختار المحسوب، وإيجادCL من اسحب القطب ثم احسب θ.
يوضح المثال القطبي هنا أداء الانزلاق للطائرة التي تم تحليلها أعلاه، بافتراض أن قطب السحب الخاص بها لم يتغير كثيرًا بواسطة المروحة الثابتة. الخط المستقيم من نقطة الأصل إلى نقطة ما على المنحنى له انحدار يساوي زاوية الانحدار بهذه السرعة، لذلك يُظهر الظل المقابل أفضل زاوية انحدارtan−1(CD/CL)min ≃ 3.3 درجة. هذا ليس أدنى معدل للغرق ولكنه يوفر النطاق الأكبر، حيث يتطلب سرعة 240 كم / ساعة (149 ميلا في الساعة)؛ معدل الحوض الأدنى حوالي 3.5 م / ث عند 180 كم / ساعة (112 ميل في الساعة)، السرعات التي شوهدت في المؤامرات السابقة التي تعمل بالطاقة.

### زاوية الانزلاق

مع زيادة سرعة الهواء، ينخفض إجمالي السحب ثم يزداد.

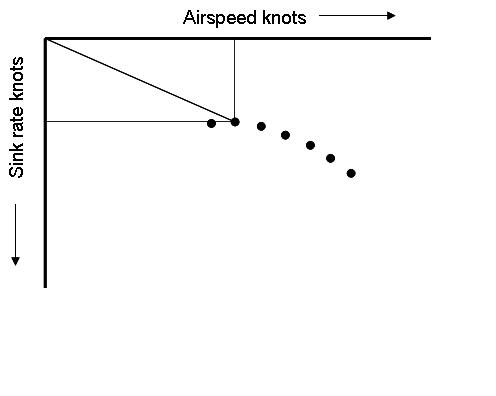
منحنى قطبي لطائرة شراعية، يوضح زاوية الانحدار للحد الأدنى من معدل الغرق. أصل الرسم البياني هو المكان الذي يعبر فيه محور السرعة الجوية محور معدل الغطس عند سرعة الهواء الصفرية ومعدل الغرق الصفري. الخط الأفقي مماس أعلى المنحنى القطبي. تشير نقطة الظل هذه إلى الحد الأدنى من سرعة الهواء بالغرق (الخط العمودي). يزداد معدل الغطس إلى يسار أو يمين هذه النقطة، بما يتوافق مع سرعة جوية أقل أو أعلى. هذا الحد الأدنى من سرعة الهواء بالغرق لديه أقل معدل ممكن للغرق، ويسمح بأطول وقت ممكن للانزلاق قبل الهبوط.

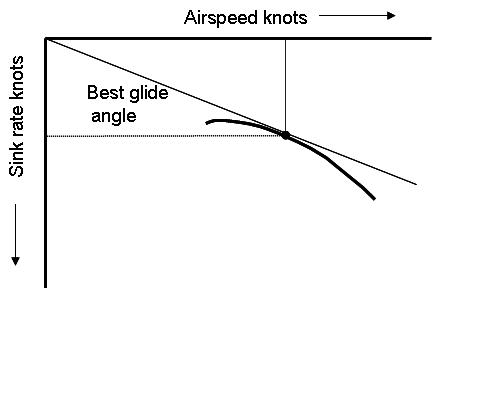
منحنى قطبي لطائرة شراعية، يُظهر زاوية الانزلاق للحصول على أفضل سرعة انزلاق (أفضل L / D). إنها أفلح زاوية انحدار ممكنة من خلال الهواء الهادئ، مما يزيد من المسافة المقطوعة. هذه السرعة الجوية (الخط العمودي) تقابل نقطة الظل لخط يبدأ من أصل الرسم البياني. طائرة شراعية تحلق بشكل أسرع أو أبطأ من هذه السرعة الجوية ستقطع مسافة أقل قبل الهبوط.

يُعرف الرسم البياني الذي يوضح معدل غرق طائرة (عادةً طائرة شراعية) مقابل سرعتها الجوية بالمنحنى القطبي. تُستخدم المنحنيات القطبية لحساب الحد الأدنى لسرعة غرق الطائرة الشراعية وأفضل رفع فوق السحب (L / D) وسرعة الطيران.
يُشتق المنحنى القطبي للطائرة الشراعية من حسابات نظرية، أو عن طريق قياس معدل الغطس عند سرعات جوية مختلفة. ثم يتم توصيل نقاط البيانات هذه بخط لتشكيل المنحنى. يحتوي كل نوع من الطائرات الشراعية على منحنى قطبي فريد، وتختلف الطائرات الشراعية الفردية إلى حد ما اعتمادًا على نعومة الجناح أو التحكم في مقاومة السحب أو وجود الحشرات والأوساخ والأمطار على الجناح. سيكون لتكوينات الطائرات الشراعية المختلفة منحنيات قطبية مختلفة، على سبيل المثال، رحلة فردية مقابل رحلة مزدوجة، مع أو بدون صابورة مائية، أو إعدادات رفرف مختلفة، أو مع أو بدون ملحقات طرف الجناح.
إن معرفة أفضل سرعة للطيران أمر مهم في استغلال أداء طائرة شراعية. اثنان من المقاييس الرئيسية لأداء طائرة شراعية هما الحد الأدنى لمعدل غرقها وأفضل نسبة انحدار لها، والتي تُعرف أيضًا باسم «أفضل زاوية انحدار». تحدث هذه بسرعات مختلفة. تعد معرفة هذه السرعات أمرًا مهمًا للطيران الفعال عبر البلاد. في الهواء الساكن، يوضح المنحنى القطبي أن الطيران بأدنى سرعة تغرق تمكن الطيار من البقاء في الجو لأطول فترة ممكنة والتسلق بأسرع ما يمكن، ولكن عند هذه السرعة لن تتحرك الطائرة الشراعية بعيدًا كما لو كانت تحلق في السرعة لأفضل انزلاق.

### تأثير الرياح والرفع على سرعة الانزلاق
يتم تحديد أفضل سرعة للطيران في رياح رأسية من الرسم البياني عن طريق تحويل الأصل إلى اليمين على طول المحور الأفقي بواسطة سرعة الرياح المعاكسة، ورسم خط مماس جديد. ستكون هذه السرعة الجوية الجديدة أسرع مع زيادة الرياح المعاكسة، ولكنها ستؤدي إلى أكبر مسافة يتم قطعها. تتمثل القاعدة العامة في إضافة نصف مكون الرياح المعاكسة إلى أفضل L / D لأقصى مسافة. بالنسبة للرياح الخلفية، يتم إزاحة الأصل إلى اليسار بواسطة سرعة الرياح الخلفية، ورسم خط مماس جديد. ستقع سرعة الرياح الخلفية للطيران بين الحد الأدنى للحوض وأفضل L / D.
في الهواء المغمور، ينحرف المنحنى القطبي إلى الأسفل وفقًا لمعدل غرق الكتلة الهوائية، ويتم رسم خط مماس جديد. سيظهر هذا الحاجة إلى الطيران بشكل أسرع في الهواء المنخفض، مما يمنح الهواء الهابط وقتًا أقل لخفض ارتفاع الطائرة الشراعية. في المقابل، يتم إزاحة المنحنى القطبي لأعلى وفقًا لمعدل الرفع، ويتم رسم خط مماس جديد.
الوزن الزائد لا يؤثر على المدى الأقصى للطائرة الشراعية. يتم تحديد زاوية الانحدار فقط من خلال نسبة الرفع / السحب. سيتطلب الوزن الزائد زيادة سرعة الهواء للحفاظ على زاوية الانزلاق المثلى، لذا فإن الطائرة الانزلاقية الأثقل ستقلل من قدرتها على التحمل، لأنها تهبط على طول مسار الانزلاق الأمثل بمعدل أسرع.

## روابط خارجية
- السرعة الجوية للطائرة الشراعية شرح متحرك للمنحنى القطبي الأساسي، مع تعديلات للغطس أو ارتفاع الهواء وللرياح الأمامية أو الخلفية.